# Paul Zipser
Paul Victor Louis Zipser, le 18 février 1994, à Heidelberg, en Allemagne, est un joueur allemand de basket-ball. Il évolue au poste d'ailier.

## Biographie

### Allemagne (2010–2016)
Zipser commence sa carrière professionnelle dans sa ville natale au sein du USC Heidelberg en 2010. Au cours de la saison 2011-2012, il atteint des moyennes de 7,9 points, 3 rebonds et 1,2 passe décisive par match. Il ne participe qu'à deux matches pour Heidelberg en 2012-2013 à cause de blessures. Le 18 janvier 2013, il signe un contrat de quatre ans avec le Bayern Munich.
Le 21 avril 2015, Zipser s'inscrit à draft 2015 de la NBA, mais retire son nom plus tard.
En 2015-2016, Zipser joue 40 matches pour le Bayern Munich, établissant des moyennes de 7,1 points, 3,6 rebonds et 1,4 passe décisive en 18,5 minutes par match. Il est nommé meilleur jeune joueur du championnat.
En juin 2016, Zipser participe au Adidas Eurocamp, un camp de basket-ball basé à Trévise pour les joueurs candidats à la draft de la NBA. Il est nommé meilleur joueur (MVP) de cette édition 2016 de l'Eurocamp.

### Bulls de Chicago (2016-2018)
Le 23 juin 2016, Zipser est sélectionné par les Bulls de Chicago en 48e place de la draft 2016 de la NBA. Le 15 juillet 2016, il signe un contrat avec cette équipe. Le 12 janvier 2017, au cours de sa 11e présence sur le terrain de la saison, Zipser est titulaire pour la première fois lors de la défaite des Bulls 104 à 89 face aux Knicks de New York : il marque 7 points, soit son plus haut total de la saison. Durant sa saison rookie, il est prêté plusieurs fois aux Bulls de Windy City, l'équipe de D-League affiliée aux Bulls de Chicago.
En juillet 2018, les Bulls signent un contrat avec Jabari Parker et licencient Zipser et Julyan Stone.

### Retour en Europe
En janvier 2019, Zipser rejoint le San Pablo Burgos, club espagnol, jusqu'à la fin de la saison en cours. En août 2019, il signe un contrat de deux saisons avec le Bayern Munich. En juin 2021, alors que le Bayern participe aux playoffs du championnat, Zipser doit subir une opération chirurgicale en raison d'une hémorragie cérébrale. L'opération se passe bien,. En juillet 2021, Zipser signe un contrat avec le Bayern jusqu'à la saison 2023-2024.

## Palmarès
- Champion d'Allemagne 2014